# 山口伊太郎
山口 伊太郎（やまぐち いたろう、1901年12月18日 - 2007年6月27日）は、西陣の織匠。西陣の紋織物制作の第一人者。「紫紘」株式会社創業者。実弟に能装束制作の第一人者、山口安次郎がいる。第二次世界大戦後、西陣織工業組合の設立に尽力し、理事長、財団法人西陣織物館理事長を歴任する。
小学校卒業後、親戚の織屋に丁稚奉公へ。10代後半に独立し、様々な織技術を考案し独創的な帯の制作をはじめる。第二次世界大戦中に織物業を一時中断を余儀なくするが、戦後に再開、紫紘株式会社を創業する。70歳の年、1970年より織物制作の集大成として「錦織（にしきおり）による源氏物語の制作」を開始する。その制作は105歳で亡くなるまで、延べ37年に渉って続けられた。
2007年春、最終巻の織製の指示をし、完成を待つのみとなったが、それを見ることはなく、同年6月27日に老衰のため逝去した。
翌2008年3月3日、「源氏物語錦織絵巻」最終巻の完成をみる。

## 源氏物語錦織絵巻、フランスへの寄贈
明治初頭、西陣の伝習生による渡仏、そして当時のフランスからの織物技術の導入。特に紋様織り出し装置である「ジャカード機」はその後の西陣の産業技術の発展に大きく寄与した。そのフランスによる技術伝承の恩に対する感謝の念、および、その果実としての作品の寄贈の意を1995年、来日中のフランス国立ギメ東洋美術館館長フランソワ・ジャリージュを通じ、当時のフランス文化大臣ジャック・トゥーボンに伝えた。ただちにこれは了承され、あらためて大臣により正式に作品の寄贈の要請が伝えられた。これによりギメ美術館における作品の収蔵が決定された。
当時既に完成していた「源氏物語錦織絵巻」2巻はフランス共和国に寄贈され、その後2002年に第3巻、2008年に最終第4巻を寄贈された。この収蔵の完了を記念して2009年11月よりギメ東洋美術館では、'Au fil du Dit du Genji - Hommage à Maître Yamaguchi'（源氏物語の糸を辿って－織匠山口伊太郎へのオマージュ）展が開催された。
なお、フランス共和国からはオフィシエ芸術文化勲章を受章している。
「源氏物語錦織絵巻」全巻は2セット製作されており、ひとつは先述のルーブル美術館東洋部門にあたるギメ東洋美術館、もうひとつは山口伊太郎の創業の帯屋「紫紘（しこう）」株式会社が所蔵している。本人は生前、「源氏物語錦織絵巻」全巻を五大陸に残し、天変地異に備え永く保存され、織物制作を志す後進の参考に資することを強く願っており、伊太郎の謦咳に接した者等によってその実現への努力は続けられている。
源氏物語錦織絵巻は「錦織による」もので、インターネットで一部「唐織による」とされるが誤りである。

## 経歴
- 1901年 京都市上京区上立売通堀川西入に生まれる。
- 1913年 京都市立成逸尋常小学校卒業後、西陣織物製造佐野商店に入店。
- 1920年 京都市上京区大宮通寺之内上る西入東千本町にて、山口織物所として西陣織物高級帯地製造業開業する。その後、戦中に廃業。
- 1954年 紫紘株式会社を創立する。
- 1970年 「源氏物語錦織絵巻」の製作を開始する。
- 1986年 「源氏物語錦織絵巻」全4巻のうち1巻を完成する（竹河の巻他）。
- 1990年 「源氏物語錦織絵巻」全4巻のうち1巻を完成する（宿木の巻他）。
- 1992年 京都府立文化博物館にて「源氏物語錦織絵巻」展開催。
- 1995年 フランス国立ギメ東洋美術館に「源氏物語錦織絵巻」一・二巻寄贈。
- 2001年 「源氏物語錦織絵巻」全4巻のうち1巻を完成する（鈴虫の巻他）。
- 2002年 フランス国立ギメ東洋美術館に「源氏物語錦織絵巻」3巻寄贈。
- 2003年 京都市、平安神宮にて展覧会を開催する。
- 2003年 東京都、大倉文化財団大倉集古館にて展覧会を開催する。
- 2005年 静岡県三島市、佐野美術館にて展覧会を開催する。
- 2007年 6月27日未明、自宅にて逝去（享年105）。
- 2008年 「源氏物語錦織絵巻」全4巻のうち最終巻が完成する（蓬生の巻他）。4月、京都 相国寺・承天閣美術館にて遺作展開催。
- 2008年 フランス国立ギメ東洋美術館に「源氏物語錦織絵巻」最終巻となる四巻を寄贈。
- 2009年 4月、東京・大倉集古館にて展覧会開催。
- 2009年 11月よりフランス国立ギメ東洋美術館にて、'Au fil du Dit du Genji - Hommage à Maître Yamaguchi'展が開催される。